# パワーバージ
パワーバージ (power barge) は、艀（Barge）に大容量の発電セット（内燃機関+発電機）を搭載した移動式発電所。港湾などに停泊させ、近隣の需要施設へ給電する。
自力航行できる発電施設の場合は、発電船、パワーシップと区別する。

## 概要

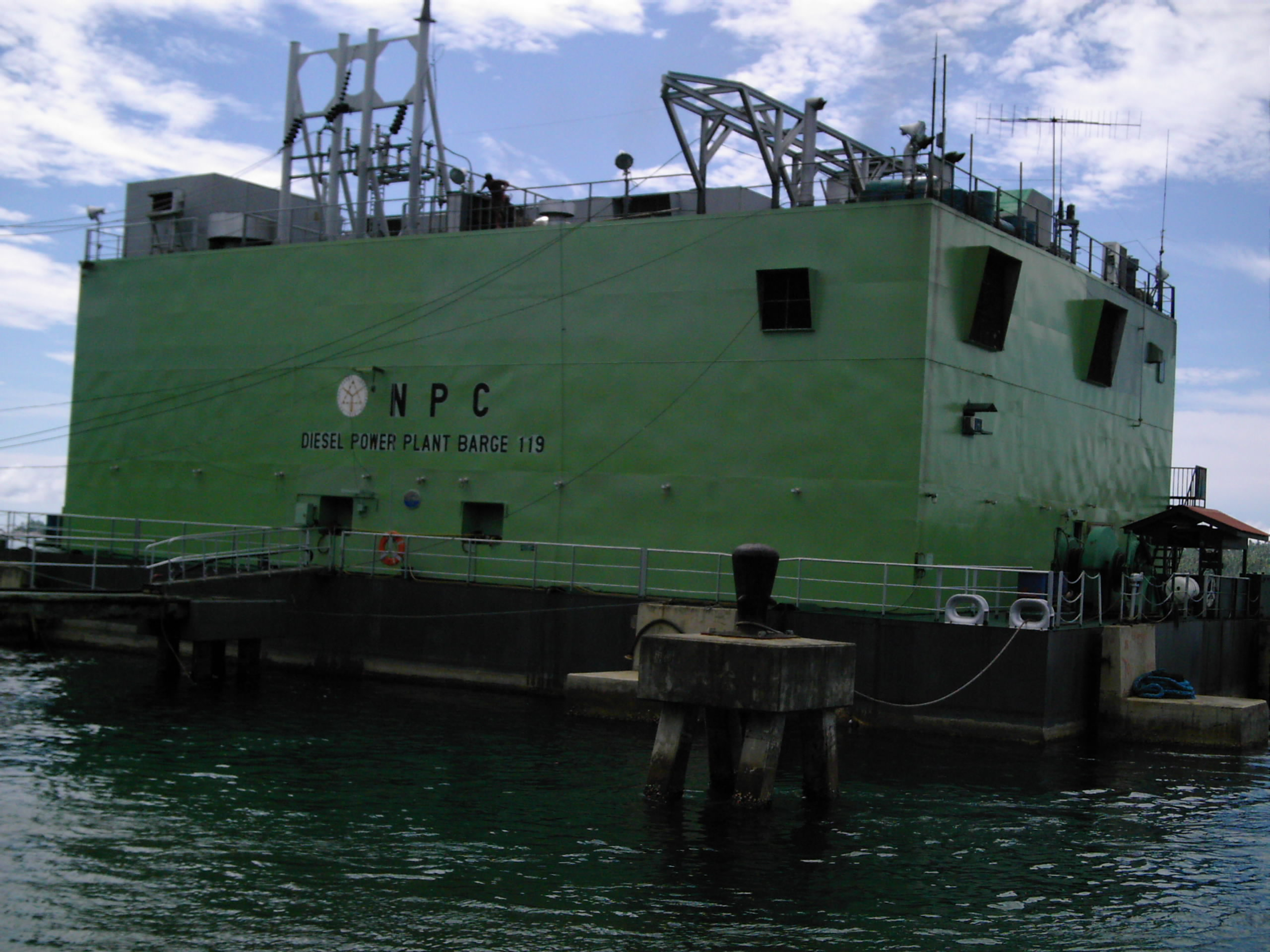
ディーゼルエンジンを活用したパワーバージの例

第二次世界大戦中、アメリカ軍において機動性のある発電施設が求められたことから、ゼネラル・エレクトリック社が開発。以降、軍需用に製造、ストックが行われている。また、民生用としても自然災害や急激な経済発展に伴い、電力供給不足が生じる地域には、脆弱なインフラストラクチャーを一時的に補完する有効な施設であり、フィリピンなど海洋や大河川に面した途上国でも用いられている。原動機はディーゼルエンジンが一般的であったが、ガスタービンエンジンも数を増やしつつある。
ロシアでは、浮上式の原子力発電所が稼働している（詳細は水上原子力発電所を参照のこと）。

## パワーパージの例
- SS Jacona (1918)（英語版） - 1918年に第一次世界大戦用の貨物船として大量生産されたDesign 1014 ship（英語版）の1隻。戦後は、利用価値がなくジェームズ川に係留されていたが、1930年11月15日に世界初のパワーバージとして稼働を開始した[3]。アメリカだけでなく、タグボートに曳かれて韓国の釜山や沖縄で電力を供給した[2]。